# LV Legislatura del Congreso de la Unión de México
La LV Legislatura del Congreso de la Unión estuvo conformada por los senadores y los diputados miembros de sus respectivas cámaras. Inició sus funciones el día 1 de noviembre de 1991 y concluyó el 31 de octubre de 1994.
32 senadores y la totalidad de los diputados fueron elegidos para su cargo en las Elecciones de 1991: los senadores fueron elegidos por un periodo de seis años (por lo que ejerció su cargo también en la siguiente legislatura), los diputados fueron elegidos para un periodo de tres años.
En esta legislatura el Partido Revolucionario Institucional recuperó la hegemonía que había perdido en la anterior y obtuvo las tres cuartas partes de la Cámara de Diputados y los Senadores de oposición se redujeron a 3.
La conformación de la LV Legislatura fue como sigue:

## Senado de la República
El Senado de la República se conformó con 32 senadores electos desde 1988 y que ya estaba presentes desde la anterior legislatura y 32 nuevos senadores por cada estado y el Distrito Federal electos para un periodo de seis años, del 1 de noviembre de 1991 al 31 de octubre de 1997; dando un total de 64 senadores.

### Número de Senadores por partido político
|  | Partido                              | Senadores |
|  | ------------------------------------ | --------- |
|  | Partido Acción Nacional              | 1         |
|  | Partido Revolucionario Institucional | 61        |
|  | Partido de la Revolución Democrática | 2         |

Los 64 Senadores que conforman la LV Legislatura son los siguientes:

### Senadores por entidad federativa
| Estado              | Senador                                                         | Partido | Estado           | Senador                                                                                     | Partido |
| ------------------- | --------------------------------------------------------------- | ------- | ---------------- | ------------------------------------------------------------------------------------------- | ------- |
| Aguascalientes      | Héctor Hugo Olivares Ventura                                    |         | Nayarit          | Emilio M. González                                                                          |         |
| Aguascalientes      | Jorge Rodríguez León                                            |         | Nayarit          | Salvador Sánchez Vázquez                                                                    |         |
| Baja California     | César Moreno Martínez de Escobar Suple a Margarita Ortega Villa |         | Nuevo León       | Alfonso Martínez Domínguez                                                                  |         |
| Baja California     | Héctor Terán Terán                                              |         | Nuevo León       | María Elena Chapa Hernández                                                                 |         |
| Baja California Sur | Raúl Carrillo Silva                                             |         | Oaxaca           | Idolina Moguel Contreras                                                                    |         |
| Baja California Sur | Antonio Manríquez Guluarte                                      |         | Oaxaca           | Diódoro Carrasco Altamirano                                                                 |         |
| Campeche            | Jorge Adolfo Vega Camacho                                       |         | Puebla           | Blas Chumacero                                                                              |         |
| Campeche            | Carlos Sales Gutiérrez                                          |         | Puebla           | Germán Sierra Sánchez                                                                       |         |
| Chiapas             | José Antonio Melgar Aranda                                      |         | Querétaro        | Ernesto Luque Feregrino                                                                     |         |
| Chiapas             | Enoch Araujo Suple a Eduardo Robledo Rincón                     |         | Querétaro        | Silvia Hernández Enríquez                                                                   |         |
| Chihuahua           | Saúl González Herrera                                           |         | Quintana Roo     | Joaquín González Castro                                                                     |         |
| Chihuahua           | Artemio Iglesias                                                |         | Quintana Roo     | José Epifanio Godoy Hernández Suple a Mario Villanueva Madrid                               |         |
| Coahuila            | Óscar Ramírez Mijares                                           |         | San Luis Potosí  | Vacante Por licencia de Carlos Jonguitud Barrios y no asunción de Ángel Martínez Manzanares |         |
| Coahuila            | Alicia López de la Torre Suple a Rogelio Montemayor             |         | San Luis Potosí  | Carlos Jiménez Macías                                                                       |         |
| Colima              | Roberto Ánzar Martínez                                          |         | Sinaloa          | Salvador Esquer Apodaca                                                                     |         |
| Colima              | Ramón Serrano Ahumada                                           |         | Sinaloa          | Gustavo Guerrero Ramos                                                                      |         |
| Durango             | Rogelio Sánchez Huerta Suple a Maximiliano Silerio Esparza      |         | Sonora           | Armando Hopkins Durazo                                                                      |         |
| Durango             | Ángel Sergio Guerrero Mier                                      |         | Sonora           | Ramiro Valdés Fuentes                                                                       |         |
| Guanajuato          | José de Jesús Padilla                                           |         | Tabasco          | Nicolás Reynés Berazaluce                                                                   |         |
| Guanajuato          | Roberto Suárez Nieto                                            |         | Tabasco          | Alberto Camarena López Suple a Manuel Gurría Ordóñez                                        |         |
| Guerrero            | Netzahualcóyotl de la Vega                                      |         | Tamaulipas       | Ricardo Camero Cardiel                                                                      |         |
| Guerrero            | N/D <Suple a Rubén Figueroa Alcocer                             |         | Tamaulipas       | N/D Suple a Manuel Cavazos Lerma                                                            |         |
| Hidalgo             | Humberto Lugo Gil                                               |         | Tlaxcala         | Alberto Juárez Blancas                                                                      |         |
| Hidalgo             | Orlando Arvizu Lara Suple a Jesús Murillo Karam                 |         | Tlaxcala         | Ernesto García Sarmiento Suple a José Antonio Álvarez Lima                                  |         |
| Jalisco             | Justino Delgado Caloca                                          |         | Veracruz         | Alger León Moreno                                                                           |         |
| Jalisco             | José Luis Lamadrid Sauza                                        |         | Veracruz         | Miguel Alemán Velasco                                                                       |         |
| Estado de México    | Leonardo Rodríguez Alcaine                                      |         | Yucatán          | José Nerio Torres Ortiz Suple a Dulce María Sauri Riancho                                   |         |
| Estado de México    | Heberto Barrera Velázquez Suple a Mauricio Valdés Rodríguez     |         | Yucatán          | Carlos Sobrino Sierra                                                                       |         |
| Michoacán           | Roberto Robles Garnica                                          |         | Zacatecas        | Gustavo Salinas Íñiguez                                                                     |         |
| Michoacán           | Víctor Manuel Tinoco Rubí                                       |         | Zacatecas        | Ricardo Monreal Ávila Suple a Arturo Romo Gutiérrez                                         |         |
| Morelos             | Jesús Rodríguez y Rodríguez                                     |         | Distrito Federal | N/D Suple a Porfirio Muñoz Ledo                                                             |         |
| Morelos             | Ángel Ventura Valle                                             |         | Distrito Federal | Luz Lajous Vargas Suple a Manuel Aguilera Gómez                                             |         |

### Coordinadores parlamentarios
- Partido Acción Nacional
  - Héctor Terán Terán
- Partido Revolucionario Institucional: 
  - Netzahualcóyotl de la Vega
- Partido de la Revolución Democrática: 
  - Porfirio Muñoz Ledo

## Cámara de Diputados
La Cámara de Diputados estuvo compuesta por 500 legisladores electos para un periodo de 3 años y no reelegibles para el periodo inmediato. 300 Diputados fueron elegidos mediante voto directo por cada uno de los Distritos Electorales del país, y los otros 200 mediando un sistema de listas votadas en cada una de las Circunscripciones electorales.
La composición de la Cámara de Diputados en la LV Legislatura fue la que sigue:

### Número de Diputados por partido político
|  | Partido                                                  | Diputados M.R. | Diputados R.P. | Total Diputados |
|  | -------------------------------------------------------- | -------------- | -------------- | --------------- |
|  | Partido Acción Nacional                                  | 11             | 78             | 89              |
|  | Partido Revolucionario Institucional                     | 289            | 31             | 320             |
|  | Partido Popular Socialista                               | 0              | 12             | 12              |
|  | Partido Auténtico de la Revolución Mexicana              | 0              | 15             | 15              |
|  | Partido del Frente Cardenista de Reconstrucción Nacional | 0              | 23             | 23              |
|  | Partido de la Revolución Democrática                     | 0              | 41             | 41              |

### Diputados por distrito uninominal (mayoría relativa)
| Estado              | Distrito | Diputado                                                    | Partido | Estado          | Distrito | Diputado                                                 | Partido |
| ------------------- | -------- | ----------------------------------------------------------- | ------- | --------------- | -------- | -------------------------------------------------------- | ------- |
| Aguascalientes      | 1        | Armando Romero Rosales                                      |         | México          | 16       | Arturo Montiel Rojas                                     |         |
| Aguascalientes      | 2        | Javier Rangel Hernández                                     |         | México          | 17       | Rodrigo Alejandro Nieto Enríquez                         |         |
| Baja California     | 1        | José Ramírez Román                                          |         | México          | 18       | Francisco Gárate Chapa                                   |         |
| Baja California     | 2        | Jesús González Reyes                                        |         | México          | 19       | Enrique Jacob Rocha                                      |         |
| Baja California     | 3        | Rogelio Appel Chacón                                        |         | México          | 20       | Roberto Soto Prieto                                      |         |
| Baja California     | 4        | Francisco Javier Cital Camacho                              |         | México          | 21       | Javier Barrios González                                  |         |
| Baja California     | 5        | Miguel Ernesto Enciso Clark                                 |         | México          | 22       | Rafael Gilberto Bernal Chávez                            |         |
| Baja California     | 6        | Carlos Tomás Esparza                                        |         | México          | 23       | Jaime Serrano Cedillo                                    |         |
| Baja California Sur | 1        | Yolanda Robinson Manríquez Suple a Guillermo Mercado Romero |         | México          | 24       | Salomón Pérez Carrillo                                   |         |
| Baja California Sur | 2        | Mario Vargas Aguilar                                        |         | México          | 25       | José Benigno López Mateos                                |         |
| Campeche            | 1        | Luis Alberto Fuentes Mena                                   |         | México          | 26       | Luis Pérez Díaz                                          |         |
| Campeche            | 2        | Francisco Puga Ramayo                                       |         | México          | 27       | Jorge René Flores y Solano                               |         |
| Chiapas             | 1        | Antonio García Sánchez                                      |         | México          | 28       | José Salinas Navarro                                     |         |
| Chiapas             | 2        | Cuauhtémoc López Sánchez Coello                             |         | México          | 29       | Ángel García Bravo                                       |         |
| Chiapas             | 3        | Juan Carlos Bonifaz Trujillo                                |         | México          | 30       | Sara Cruz Olvera                                         |         |
| Chiapas             | 4        | Orbelín Rodríguez Velasco                                   |         | México          | 31       | Juan Adrián Ramírez García                               |         |
| Chiapas             | 5        | José Antonio Aguilar Bodegas                                |         | México          | 32       | José Alfredo Torres Martínez                             |         |
| Chiapas             | 6        | Marlene Herrera Díaz                                        |         | México          | 33       | Miguel Bautista Cebada                                   |         |
| Chiapas             | 7        | Jorge Flammarión Montesinos Melgar                          |         | México          | 34       | Fidel González Ramírez                                   |         |
| Chiapas             | 8        | Ricardo López Gómez                                         |         | Michoacán       | 1        | Jorge Mendoza Álvarez                                    |         |
| Chiapas             | 9        | Octavio Elías Albores Cruz                                  |         | Michoacán       | 2        | Julián Rodríguez Sesmas                                  |         |
| Chihuahua           | 1        | Fernandro Rodríguez Serna                                   |         | Michoacán       | 3        | José Jesús Gregorio Flores Alonzo                        |         |
| Chihuahua           | 2        | Edmundo Chacón Rodríguez                                    |         | Michoacán       | 4        | Efraín Zavala Cisneros Suple a Eduardo Villaseñor Peña   |         |
| Chihuahua           | 3        | Carlos Morales Villalobos                                   |         | Michoacán       | 5        | Mariano Carreón Girón                                    |         |
| Chihuahua           | 4        | Óscar Nieto Burciaga                                        |         | Michoacán       | 6        | Anacleto Mendoza Maldonado                               |         |
| Chihuahua           | 5        | Pablo Israel Esparza Natividad                              |         | Michoacán       | 7        | Hernán Virgilio Pineda Arellano                          |         |
| Chihuahua           | 6        | Jaime Ríos Velasco Grajeda                                  |         | Michoacán       | 8        | José Ascención Orihuela Bárcenas                         |         |
| Chihuahua           | 7        | Eloy Gómez Pando                                            |         | Michoacán       | 9        | Jaime Calleja Andrade                                    |         |
| Chihuahua           | 8        | José Luis Canales de la Vega                                |         | Michoacán       | 10       | Carlos Ávila Figueroa                                    |         |
| Chihuahua           | 9        | Luis Carlos Rentería Torres                                 |         | Michoacán       | 11       | Alfredo Anaya Gudiño                                     |         |
| Chihuahua           | 10       | Israel Beltrán Montes                                       |         | Michoacán       | 12       | Medardo Méndez Alfaro                                    |         |
| Coahuila            | 1        | Óscar Pimentel Gonzalez                                     |         | Michoacán       | 13       | José Francisco Moreno Barragán                           |         |
| Coahuila            | 2        | Francisco José Dávila Rodríguez                             |         | Morelos         | 1        | Rodolfo Becerril Straffon                                |         |
| Coahuila            | 3        | Fidel Hernández Puente                                      |         | Morelos         | 2        | Julio Gómez Herrera                                      |         |
| Coahuila            | 4        | Jesús María Ramón Valdés                                    |         | Morelos         | 3        | Tomás Osorio Avilés                                      |         |
| Coahuila            | 5        | Gaspar Valdez Valdez                                        |         | Morelos         | 4        | Felipe Ocampo Ocampo                                     |         |
| Coahuila            | 6        | Irma Mayela Adame Aguayo Suple a Mariano López Mercado      |         | Nayarit         | 1        | Juan Alonso Romero Suple a Rigoberto Ochoa Zaragoza      |         |
| Coahuila            | 7        | Javier Guerrero García                                      |         | Nayarit         | 2        | Víctor Joaquín Cánovas Moreno                            |         |
| Colima              | 1        | Rigoberto Salazar Velasco                                   |         | Nayarit         | 3        | José Ramón Navarro Quintero                              |         |
| Colima              | 2        | Graciela Larios Rivas                                       |         | Nuevo León      | 1        | José Rodolfo Treviño Salinas                             |         |
| Distrito Federal    | 1        | José de la Herrán                                           |         | Nuevo León      | 2        | José de Jesús Basaldua González                          |         |
| Distrito Federal    | 2        | Rafael Farrera Peña                                         |         | Nuevo León      | 3        | Óscar Herrera Hosking                                    |         |
| Distrito Federal    | 3        | Gloria Brasdefer Hernández                                  |         | Nuevo León      | 4        | Juan Morales Salinas                                     |         |
| Distrito Federal    | 4        | Domingo Alapizco Jiménez                                    |         | Nuevo León      | 5        | Jaime Rodríguez Calderón                                 |         |
| Distrito Federal    | 5        | Filiberto Paniagua García                                   |         | Nuevo León      | 6        | Arturo de la Garza González                              |         |
| Distrito Federal    | 6        | Marco Antonio Fajardo Martínez                              |         | Nuevo León      | 7        | Eloy Cantú Segovia                                       |         |
| Distrito Federal    | 7        | Julio Alemán                                                |         | Nuevo León      | 8        | Gloria Josefina Mendiola Ochoa                           |         |
| Distrito Federal    | 8        | Fernando Lerdo de Tejada Luna                               |         | Nuevo León      | 9        | Erasmo Garza Elizondo                                    |         |
| Distrito Federal    | 9        | Sandalio Sainz de la Maza Martínez                          |         | Nuevo León      | 10       | Rogelio Villarreal Garza                                 |         |
| Distrito Federal    | 10       | Manuel Solares Mendiola                                     |         | Nuevo León      | 11       | Andrés Silva Alvarado                                    |         |
| Distrito Federal    | 11       | José Antonio González Fernández                             |         | Oaxaca          | 1        | Porfirio Montero Funtes                                  |         |
| Distrito Federal    | 12       | Roberto Castellano Tovar                                    |         | Oaxaca          | 2        | Cándido Coheto Martínez                                  |         |
| Distrito Federal    | 13       | Aníbal Pacheco López                                        |         | Oaxaca          | 3        | Jorge Fernando Iturribarría Bolaños-Cacho                |         |
| Distrito Federal    | 14       | José Guadalupe Rodríguez Rivera                             |         | Oaxaca          | 4        | Antonio Sacre Ebrahim                                    |         |
| Distrito Federal    | 15       | Armando Lazcano Montoya                                     |         | Oaxaca          | 5        | Armando David Palacios García                            |         |
| Distrito Federal    | 16       | Paloma Villaseñor Vargas                                    |         | Oaxaca          | 6        | Rafael Sergio Vera Cervantes                             |         |
| Distrito Federal    | 17       | Everardo Javier Garduño y Pérez                             |         | Oaxaca          | 7        | Irma Piñeyro Arias                                       |         |
| Distrito Federal    | 18       | Alfonso Godínez y López                                     |         | Oaxaca          | 8        | Ildefonso Zorrilla Cuevas                                |         |
| Distrito Federal    | 19       | Eduardo Francisco Trejo González                            |         | Oaxaca          | 9        | Claudio Marino Guerra López                              |         |
| Distrito Federal    | 20       | Silvestre Fernández Barajas                                 |         | Oaxaca          | 10       | Francisco Felipe Ángel Villarreal                        |         |
| Distrito Federal    | 21       | Everardo Gámiz Fernández                                    |         | Puebla          | 1        | José Manuel Vera López                                   |         |
| Distrito Federal    | 22       | Juan José Castillo Mota                                     |         | Puebla          | 2        | Rafael Cañedo Benítez                                    |         |
| Distrito Federal    | 23       | Alfonso Rivera Domínguez                                    |         | Puebla          | 3        | Julieta Mendívil Blanco                                  |         |
| Distrito Federal    | 24       | Alfredo Villegas Arreola                                    |         | Puebla          | 4        | Eleazar Camarillo Ochoa                                  |         |
| Distrito Federal    | 25       | Alberto Nava Salgado                                        |         | Puebla          | 5        | José Alarcón Hernández                                   |         |
| Distrito Federal    | 26       | Alberto Célis Velasco                                       |         | Puebla          | 6        | Marco Antonio Haddad Yunes                               |         |
| Distrito Federal    | 27       | Silvia Pinal                                                |         | Puebla          | 7        | Melquíades Morales Flores                                |         |
| Distrito Federal    | 28       | Luis Salgado Beltrán                                        |         | Puebla          | 8        | Jaime Olivares Pedro                                     |         |
| Distrito Federal    | 29       | Juan Moisés Calleja García                                  |         | Puebla          | 9        | Jorge René Sánchez Juárez                                |         |
| Distrito Federal    | 30       | Benjamín González Roaro                                     |         | Puebla          | 10       | Alberto Jiménez Arroyo                                   |         |
| Distrito Federal    | 31       | Manuel Jiménez Guzmán                                       |         | Puebla          | 11       | Eduardo Cué Morán                                        |         |
| Distrito Federal    | 32       | Rodolfo Echeverría Ruiz                                     |         | Puebla          | 12       | Guillermo Pacheco Pulido                                 |         |
| Distrito Federal    | 33       | Victoria Reyes Reyes                                        |         | Puebla          | 13       | David Silencriario Montesino Marín                       |         |
| Distrito Federal    | 34       | Manuel Díaz Infante                                         |         | Puebla          | 14       | Jesús Saravia Ordóñez                                    |         |
| Distrito Federal    | 35       | Manuel Monárrez Valenzuela                                  |         | Querétaro       | 1        | Domingo Olvera Cervantes Suple a Fernando Ortiz Arana    |         |
| Distrito Federal    | 36       | Felipe Muñoz Kapamas                                        |         | Querétaro       | 2        | Gil Mendoza Pichardo                                     |         |
| Distrito Federal    | 37       | Fernando Espino Arévalo                                     |         | Querétaro       | 3        | José Guadalupe Martínez Martínez                         |         |
| Distrito Federal    | 38       | Amado Treviño Abatte                                        |         | Quintana Roo    | 1        | Joaquín Hendricks Díaz                                   |         |
| Distrito Federal    | 39       | Salvador Quintero Robles                                    |         | Quintana Roo    | 2        | Magaly Achach Solís                                      |         |
| Distrito Federal    | 40       | José Merino Castrejón                                       |         | San Luis Potosí | 1        | Alfredo Lujambio Rafols                                  |         |
| Durango             | 1        | Armando Sergio González Santa Cruz                          |         | San Luis Potosí | 2        | Felipe Rodríguez Grimaldo                                |         |
| Durango             | 2        | José Miguel Castro Carrillo                                 |         | San Luis Potosí | 3        | Jorge Vinicio Mejía Tobías Suple a Manuel Medellín Milán |         |
| Durango             | 3        | Francisco Gamboa Herrera                                    |         | San Luis Potosí | 4        | Jesús Mario del Valle Fernández                          |         |
| Durango             | 4        | Benjamín Ávila Guzmán                                       |         | San Luis Potosí | 5        | Antonio Esper Bujaidar                                   |         |
| Durango             | 5        | Gabriela Irma Avelar Villegas                               |         | San Luis Potosí | 6        | Enrique Rosales Martínez Suple a Horacio Sánchez Unzueta |         |
| Durango             | 6        | Jesús Molina Lozano                                         |         | San Luis Potosí | 7        | Felipe Aurelio Torres Torres                             |         |
| Guanajuato          | 1        | Francisco Arroyo Vieyra                                     |         | Sinaloa         | 1        | Jesús Octavio Falomir Hernández                          |         |
| Guanajuato          | 2        | Alejandro Gutiérrez de Velasco Ortiz                        |         | Sinaloa         | 2        | Alberto López Vargas                                     |         |
| Guanajuato          | 3        | Luis Arturo Bernabé Torres del Valle                        |         | Sinaloa         | 3        | Humberto Gómez Campaña                                   |         |
| Guanajuato          | 4        | Francisco Javier Alvarado Arreguín                          |         | Sinaloa         | 4        | Juan S. Millán                                           |         |
| Guanajuato          | 5        | Juvenal Medel                                               |         | Sinaloa         | 5        | Jesús Arnoldo Millán Trujillo                            |         |
| Guanajuato          | 6        | Ernesto Botello Martínez                                    |         | Sinaloa         | 6        | Manuel de Jesús Valdez Sánchez                           |         |
| Guanajuato          | 7        | Rafael Sánchez Leyva                                        |         | Sinaloa         | 7        | Miguel Sotelo Burgos                                     |         |
| Guanajuato          | 8        | Mauricio Clark Ovadía                                       |         | Sinaloa         | 8        | Eduardo Cristerna González                               |         |
| Guanajuato          | 9        | Juan Ignacio Torres Landa                                   |         | Sinaloa         | 9        | Víctor Manuel Gandarilla Carrasco                        |         |
| Guanajuato          | 10       | José Azanza Jiménez                                         |         | Sonora          | 1        | Guillermo Hopkins Gámez                                  |         |
| Guanajuato          | 11       | Luis Fernández Vega                                         |         | Sonora          | 2        | Ovidio Pereyra García                                    |         |
| Guanajuato          | 12       | José Guadalupe Enríquez Magaña                              |         | Sonora          | 3        | Julián Luzanilla Contreras                               |         |
| Guanajuato          | 13       | Martín Santos Gómez                                         |         | Sonora          | 4        | Arsenio Duarte Murrieta                                  |         |
| Guerrero            | 1        | Florencio Salazar Adame                                     |         | Sonora          | 5        | Luis Moreno Bustamante                                   |         |
| Guerrero            | 2        | Porfirio Camarena Castro                                    |         | Sonora          | 6        | Víctor Raúl Burton Trejo                                 |         |
| Guerrero            | 3        | Hugo Arce Norato                                            |         | Sonora          | 7        | Miguel Ángel Murillo Aispuro                             |         |
| Guerrero            | 4        | Fernando Navarrete Magdaleno                                |         | Tabasco         | 1        | Roberto Madrazo Pintado                                  |         |
| Guerrero            | 5        | Juan José Castro Justo                                      |         | Tabasco         | 2        | Héctor Argüello López                                    |         |
| Guerrero            | 6        | Ángel Aguirre Rivero                                        |         | Tabasco         | 3        | Mario Rubicel Ross García                                |         |
| Guerrero            | 7        | Gustavo Nabor Ojeda Delgado                                 |         | Tabasco         | 4        | Jesús Madrazo Martínez de Escobar                        |         |
| Guerrero            | 8        | Luis Taurino Jaime Castro                                   |         | Tabasco         | 5        | Gladys Ethel Guadalupe Cano Conde                        |         |
| Guerrero            | 9        | Efraín Zúñiga Galeana                                       |         | Tamaulipas      | 1        | Horacio Garza Garza                                      |         |
| Guerrero            | 10       | Jesús Ramírez Guerrero                                      |         | Tamaulipas      | 2        | Oscar Luebbert Gutiérrez                                 |         |
| Hidalgo             | 1        | Julieta Guevara Bautista                                    |         | Tamaulipas      | 3        | Serapio Cantú Barragán suple a Tomás Yarrington          |         |
| Hidalgo             | 2        | José Guadarrama Márquez                                     |         | Tamaulipas      | 4        | Laura Alicia Garza Galindo                               |         |
| Hidalgo             | 3        | Ernesto Gil Elorduy                                         |         | Tamaulipas      | 5        | María del Carmen Bolado del Real                         |         |
| Hidalgo             | 4        | Joel Guerrero Juárez                                        |         | Tamaulipas      | 6        | Jesús Suárez Mata                                        |         |
| Hidalgo             | 5        | Germán Corona del Rosal                                     |         | Tamaulipas      | 7        | Manuel Muñoz Rocha                                       |         |
| Hidalgo             | 6        | Juan Carlos Alva Calderón                                   |         | Tamaulipas      | 8        | Hugo Andrés Araujo                                       |         |
| Jalisco             | 1        | Jorge Leobardo Lepe García                                  |         | Tamaulipas      | 9        | Arturo Horacio Saavedra Sánchez                          |         |
| Jalisco             | 2        | Francisco Ruiz Guerrero                                     |         | Tlaxcala        | 1        | Héctor Ortiz Ortiz                                       |         |
| Jalisco             | 3        | Adalberto Gómez Rodríguez                                   |         | Tlaxcala        | 2        | Álvaro Salazar Lozano                                    |         |
| Jalisco             | 4        | José Alberto Cortés García                                  |         | Veracruz        | 1        | Gustavo Gámez Pérez                                      |         |
| Jalisco             | 5        | Samuel Fernández Ávila                                      |         | Veracruz        | 2        | José Manuel Pozos Castro                                 |         |
| Jalisco             | 6        | Juan Alfonso Serrano González                               |         | Veracruz        | 3        | Edmundo Sosa López                                       |         |
| Jalisco             | 7        | José Socorro Velázquez Hernández                            |         | Veracruz        | 4        | Arturo Nájera Fuentes                                    |         |
| Jalisco             | 8        | Eleazer Ayala Rodríguez                                     |         | Veracruz        | 5        | Celestino Manuel Ortiz Denetro                           |         |
| Jalisco             | 9        | Enrique Chavero Ocampo                                      |         | Veracruz        | 6        | Rubén Pabello Rojas                                      |         |
| Jalisco             | 10       | Alejandro Ontiveros Gómez                                   |         | Veracruz        | 7        | Salvador Valencia Carmona                                |         |
| Jalisco             | 11       | Bertha Onésima González Rubio                               |         | Veracruz        | 8        | Paola Velázquez Suple a Miguel Ángel Yunes Linares       |         |
| Jalisco             | 12       | Rafael Gozález Pimienta                                     |         | Veracruz        | 9        | Isaías Álvaro Rodríguez Vivas                            |         |
| Jalisco             | 13       | Juan José Bañuelos Guardado                                 |         | Veracruz        | 10       | Juan Antonio Nemi Dib                                    |         |
| Jalisco             | 14       | José Manuel Correa Ceceña                                   |         | Veracruz        | 11       | Guillermo Jorge González Díaz                            |         |
| Jalisco             | 15       | Raúl Juárez Valencia                                        |         | Veracruz        | 12       | Fidel Herrera Beltrán                                    |         |
| Jalisco             | 16       | María Esther Scherman                                       |         | Veracruz        | 13       | Jorge Uscanga Escobar                                    |         |
| Jalisco             | 17       | Bernardo Gutiérrez Ochoa                                    |         | Veracruz        | 14       | Pablo Pavón Vinales                                      |         |
| Jalisco             | 18       | Alfredo Barba Hernández                                     |         | Veracruz        | 15       | Fernando Arturo Charleston Salinas                       |         |
| Jalisco             | 19       | Jesús Núñez Regalado                                        |         | Veracruz        | 16       | Guillermo Díaz Rea                                       |         |
| Jalisco             | 20       | Jesús Enrique Ramos Flores                                  |         | Veracruz        | 17       | Rufino Saucedo Márquez                                   |         |
| México              | 1        | Fernando Roberto Ordorica Pérez                             |         | Veracruz        | 18       | Juan Bustillos Montalvo                                  |         |
| México              | 2        | Eduardo Lencanda y Lujambio                                 |         | Veracruz        | 19       | Froylán Ramírez Lara                                     |         |
| México              | 3        | Armando Neyra Chávez                                        |         | Veracruz        | 20       | Ignacia García López                                     |         |
| México              | 4        | Laura Pavón Jaramillo                                       |         | Veracruz        | 21       | Ramón Ferrari Pardiño                                    |         |
| México              | 5        | Pablo Gómez Monroy                                          |         | Veracruz        | 22       | Gustavo Carvajal Moreno                                  |         |
| México              | 6        | Luis Cuauhtémoc Riojas Guajardo                             |         | Veracruz        | 23       | Luis Alberto Beauregard Rivas                            |         |
| México              | 7        | María Estela Cásares Esquibel                               |         | Yucatán         | 1        | N/D Suple a Luis Correa Mena                             |         |
| México              | 8        | Roberto Ruiz Ángeles                                        |         | Yucatán         | 2        | Fernando Romero Ayuso                                    |         |
| México              | 9        | Moisés Armenta Vega                                         |         | Yucatán         | 3        | José Feliciano Moo y Can                                 |         |
| México              | 10       | Cupertino Juárez Gutiérrez                                  |         | Yucatán         | 4        | José Ignacio Mendicuti Pavón                             |         |
| México              | 11       | Rafael Maldonado Villafuerte                                |         | Zacatecas       | 1        | José Olvera Acevedo                                      |         |
| México              | 12       | Pablo Casas Jaime                                           |         | Zacatecas       | 2        | José Eulogio Bonilla Robles                              |         |
| México              | 13       | Antonio Huitrón Vera                                        |         | Zacatecas       | 3        | Ricardo Monreal Ávila Suple a Pedro de León Sánchez      |         |
| México              | 14       | Amador Monroy Estrada                                       |         | Zacatecas       | 4        | Celestino Tobanche Alonso                                |         |
| México              | 15       | Felipe Medina Santos                                        |         | Zacatecas       | 5        | José Escobedo Domínguez                                  |         |

### Diputados por representación proporcional
| Circunscripción | Diputado                                             | Partido | Circunscripción | Diputado                             | Partido |
| --------------- | ---------------------------------------------------- | ------- | --------------- | ------------------------------------ | ------- |
| Primera         | Diego Fernández de Cevallos                          |         | Tercera         | Jorge Tovar Montañez                 |         |
| Primera         | Ana Teresa Aranda                                    |         | Tercera         | Helí Herrera Hernández               |         |
| Primera         | Francisco José Paoli Bolio                           |         | Tercera         | Juan Gualberto Campos Vega           |         |
| Primera         | Víctor Martín Orduña Muñoz                           |         | Tercera         | Elpidio Tovar de la Cruz             |         |
| Primera         | Luis González Pintor                                 |         | Tercera         | Liliana Flores Benavides             |         |
| Primera         | José Antonio Gómez Urquiza de la Macorra             |         | Tercera         | Manuel Huerta Ladrón de Guevara      |         |
| Primera         | Gonzalo Altamirano Dimas                             |         | Tercera         | Jorge Modesto Moscoso Pedrero        |         |
| Primera         | Fauzi Hamdan                                         |         | Tercera         | Domingo Alberto Martínez Reséndiz    |         |
| Primera         | Felipe Calderón Hinojosa                             |         | Tercera         | Salvador Juárez García               |         |
| Primera         | Humberto Aguilar Coronado                            |         | Tercera         | Miguel Cuitláhuac Vázquez Hidalgo    |         |
| Primera         | Salvador Abascal Carranza                            |         | Tercera         | Rafael Fernández Tomas               |         |
| Primera         | Fernando Gómez-Mont Urueta                           |         | Tercera         | Eberto Croda Rodríguez               |         |
| Primera         | Diego Zavala Pérez                                   |         | Tercera         | Tomás González de Luna               |         |
| Primera         | Emilio Badillo Valseca                               |         | Tercera         | Demetrio Hernández Pérez             |         |
| Primera         | Pedro Ojeda Paullada                                 |         | Tercera         | Luisa Álvarez Cervantes              |         |
| Primera         | María de los Ángeles Moreno                          |         | Tercera         | Carlos Cantú Rosas                   |         |
| Primera         | Miguel Ángel Sáenz Garza                             |         | Tercera         | Estanislao Pérez Hernández           |         |
| Primera         | Ángel Aceves Saucedo                                 |         | Tercera         | Romero Flores Leal                   |         |
| Primera         | Ramón Mota Sánchez                                   |         | Tercera         | Manuel Laborde Cruz                  |         |
| Primera         | Cuauhtémoc Amezcua Dromundo                          |         | Tercera         | Servando Antonio Hernández Camacho   |         |
| Primera         | Gabriela Guerrero Olivero                            |         | Cuarta          | Gabriel Jiménez Remus                |         |
| Primera         | Héctor Ramírez Cuéllar                               |         | Cuarta          | Fernando Estrada Sámano              |         |
| Primera         | Ricardo Valero Recio Becerra                         |         | Cuarta          | Raúl Velasco Gómez                   |         |
| Primera         | Gilberto Rincón Gallardo                             |         | Cuarta          | Luisa Urrecha Beltrán                |         |
| Primera         | René Bejarano Martínez                               |         | Cuarta          | Rafael Morgan Álvarez                |         |
| Primera         | Francisco Javier Saucedo Pérez                       |         | Cuarta          | Tarcisio Rodríguez Martínez          |         |
| Primera         | Evangelina Corona                                    |         | Cuarta          | Esteban Zamora Camacho               |         |
| Primera         | Jorge Alfonso Calderón Salazar                       |         | Cuarta          | Quinardo Melendres Montijo           |         |
| Primera         | Guillermo Flores Velazco                             |         | Cuarta          | José Guillermo Orendráin Guerrero    |         |
| Primera         | José de Jesús Martín del Campo                       |         | Cuarta          | Germán Alberto José Petersen Biester |         |
| Primera         | Patricia Ruiz Anchondo                               |         | Cuarta          | Arnulfo Vázquez Ramírez              |         |
| Primera         | Nicolás Olivos Cuélla                                |         | Cuarta          | Marco Antonio García Toro            |         |
| Primera         | Jorge Oceguera Galván                                |         | Cuarta          | Diego Velázquez Duarte               |         |
| Primera         | Javier Centeno Ávila                                 |         | Cuarta          | María Guadalupe Salinas Águila       |         |
| Primera         | Rodolfo Toxtle Tlamani                               |         | Cuarta          | Juan Luis Calderón Hinojosa          |         |
| Primera         | José María Téllez Rincón                             |         | Cuarta          | Eustaquio López Valenzuela           |         |
| Primera         | Manuel Terrazas Guerrero                             |         | Cuarta          | Roderico Tapia Ruiz                  |         |
| Primera         | Adolfo Kunz Bolaños                                  |         | Cuarta          | Pedro Macías de Lara                 |         |
| Primera         | Alfredo Castañeda Andrade                            |         | Cuarta          | Héctor Pérez Plazola                 |         |
| Primera         | Roberto García Acevedo                               |         | Cuarta          | José Antonio Valdivia                |         |
| Segunda         | Alfredo Ling Altamirano                              |         | Cuarta          | Amador Rodríguez Lozano              |         |
| Segunda         | Gilberto Zapata Freyre                               |         | Cuarta          | José Fausto de los Palos Solano      |         |
| Segunda         | Juan de Dios Castro Lozano                           |         | Cuarta          | Jesús González Cortázar              |         |
| Segunda         | Jorge Zermeño Infante                                |         | Cuarta          | Eduardo Rafael Aviña Bátiz           |         |
| Segunda         | Raymundo Gómez Ramírez                               |         | Cuarta          | Oscar Garzón Gárate                  |         |
| Segunda         | Rafael Puga Tovar                                    |         | Cuarta          | Rigoberto Arriaga Ruiz               |         |
| Segunda         | Humberto Pedro Flores Cuéllar                        |         | Cuarta          | Cristóbal Arias Solís                |         |
| Segunda         | Víctor Manuel Martínez Fourcans                      |         | Cuarta          | Carlos González Durán                |         |
| Segunda         | Francisco Javier Salazar Sáenz                       |         | Cuarta          | Martha Maldonado Zepeda              |         |
| Segunda         | Napoleón Gallardo Ledezma                            |         | Cuarta          | Miguel Ángel León Corrales           |         |
| Segunda         | César Jáuregui Robles                                |         | Cuarta          | Camilo Valenzuela                    |         |
| Segunda         | Miguel Martínez Mireles                              |         | Cuarta          | Octavio Alanís Alanís                |         |
| Segunda         | Lucas Adrián del Arenal Pérez                        |         | Cuarta          | Juan Ramón López Tirado              |         |
| Segunda         | Joel Arce Pantoja                                    |         | Cuarta          | Jesús Humberto Zazueta Aguilar       |         |
| Segunda         | María Cristina Hermosillo Ramírez                    |         | Cuarta          | Rosa Albina Garavito                 |         |
| Segunda         | Manuel Rivera del Campo                              |         | Cuarta          | José de Jesús Berrospe Díaz          |         |
| Segunda         | Andrés Barba Barba                                   |         | Cuarta          | Rodolfo Barbosa Rodríguez            |         |
| Segunda         | Jorge Sánchez Muñoz                                  |         | Cuarta          | José Ramos González                  |         |
| Segunda         | Benigno Aladro Fernández                             |         | Cuarta          | Francisco Felipe Laris Iturbide      |         |
| Segunda         | Patricia Terrazas Allen                              |         | Cuarta          | Cecilia Soto                         |         |
| Segunda         | José Antonio Alba Galván                             |         | Quinta          | Luis Felipe Bravo Mena               |         |
| Segunda         | Eduardo Constantino Torres Campos                    |         | Quinta          | Enrique Caballero Pedraza            |         |
| Segunda         | Miguel González Avelar                               |         | Quinta          | José Luis Durán Reveles              |         |
| Segunda         | Carlos Romero Deschamps                              |         | Quinta          | José Raúl Hernández Ávila            |         |
| Segunda         | Leonel Reyes Castro                                  |         | Quinta          | Salvador López Sánchez               |         |
| Segunda         | Luis Dantón Rodríguez Jaime                          |         | Quinta          | Francisco Salinas Aguilar            |         |
| Segunda         | Juan Ramiro Robledo                                  |         | Quinta          | Concepción Rosas de la Luz           |         |
| Segunda         | Ezequiel López Murillo Suple a Lorenzo Duarte García |         | Quinta          | Alfredo Castillo Colmenares          |         |
| Segunda         | Hildebrando Gaytán Márquez                           |         | Quinta          | José del Valle Adame                 |         |
| Segunda         | Héctor Morquecho Rivera                              |         | Quinta          | Joaquín Martínez Gallardo            |         |
| Segunda         | Enrique Rico Alzate                                  |         | Quinta          | Salomón Miranda Jaimes               |         |
| Segunda         | Emilio Becerra González                              |         | Quinta          | Abraham Talavera López               |         |
| Segunda         | Jorge Torres Castillo                                |         | Quinta          | Jaime Ignacio Muñoz y Domínguez      |         |
| Segunda         | Raymundo Cárdenas Hernández                          |         | Quinta          | Félix Miguel Osorio Marbán           |         |
| Segunda         | Atalo Sandoval García                                |         | Quinta          | Enrique Sada Fernández               |         |
| Segunda         | Teódulo Martínez Vergara                             |         | Quinta          | Trinidad Reyes Alcalaraz             |         |
| Segunda         | Israel González Arreguín                             |         | Quinta          | Cesáreo Morales García               |         |
| Segunda         | Abudio Ramírez Vázquez                               |         | Quinta          | Martín Tavira Urióstegui             |         |
| Segunda         | Leónides Samuel Moreno Santillán                     |         | Quinta          | Francisco Hernández Juárez           |         |
| Segunda         | Yolanda Elizondo Maltos                              |         | Quinta          | Juan Jacinto Cárdenas García         |         |
| Tercera         | Hiram Luis de León Rodríguez                         |         | Quinta          | Alejandro Luévano Pérez              |         |
| Tercera         | Lydia Madero García                                  |         | Quinta          | Alejandro Encinas                    |         |
| Tercera         | Daniel de la Garza Gutiérrez                         |         | Quinta          | Othón Salazar                        |         |
| Tercera         | Hugo Sergio Palacios Laguna                          |         | Quinta          | Julio César García Hernández         |         |
| Tercera         | Pablo Emilio Madero                                  |         | Quinta          | Salomón Jara Cruz                    |         |
| Tercera         | Gonzalo Guajardo Hernández                           |         | Quinta          | Guillermo Sánchez Nava               |         |
| Tercera         | Luis Silverio Suárez Ancona                          |         | Quinta          | Eloy Vázquez López                   |         |
| Tercera         | Fernando Lugo Hernández                              |         | Quinta          | Juan Hernández Mercado               |         |
| Tercera         | Luis Alberto Rejón Peraza                            |         | Quinta          | Josafat Arquímides García Castro     |         |
| Tercera         | Arturo Núñez Pardo                                   |         | Quinta          | Rufino Rodríguez Cabrera             |         |
| Tercera         | Arturo Fuentes Benavides                             |         | Quinta          | Raúl Álvarez Garín                   |         |
| Tercera         | Juan Huesca Pérez                                    |         | Quinta          | Félix Bautista Matías                |         |
| Tercera         | Daniel Ávila Aranda                                  |         | Quinta          | Alberto Marcos Armenta Carrillo      |         |
| Tercera         | César Augusto Santiago                               |         | Quinta          | Tomás Corra Ayala                    |         |
| Tercera         | Sebastián Guzmán Cabrera                             |         | Quinta          | Odilón Cantú Domínguez               |         |
| Tercera         | Blanca Ruth Esponda Espinosa                         |         | Quinta          | Juan Manuel Huezo Pelaya             |         |
| Tercera         | Manuel Garza González                                |         | Quinta          | Demetrio Santiago Torres             |         |
| Tercera         | José Antonio González Curi                           |         | Quinta          | Javier Marcelino Colorado Pulido     |         |
| Tercera         | Juan José Rodríguez Prats                            |         | Quinta          | Francisco Dorantes Gutiérrez         |         |
| Tercera         | Layda Sansores Sanromán                              |         | Quinta          | Gonzalo Cedillo Valdez               |         |

### Presidentes de la Gran Comisión de la Cámara de Diputados
- (1991 - 1993): Fernando Ortiz Arana
- (1993 - 1994): María de los Ángeles Moreno

### Coordinadores parlamentarios
- Partido Acción Nacional:
  - (1991 - 1993): Diego Fernández de Cevallos
  - (1993 - 1994): Gabriel Jiménez Remus
- Partido Revolucionario Institucional :
- Partido de la Revolución Democrática: